# 古德克湖
古德克湖是俄羅斯的湖泊，由克拉斯諾達爾邊疆區負責管轄，位於諾里爾斯克以東約70公里，該湖長9.5公里、寬2.5公里，面積15平方公里，湖岸線長度29公里，湖水主要來自融雪。